# AES-Tiszapalkonyai hőerőmű
A Tiszapalkonyai hőerőmű egy magyarországi hőerőmű Tiszaújvárosban, közel Tiszapalkonyához, a '60-as évek elejéig az ország legnagyobb erőműve volt.

## Története

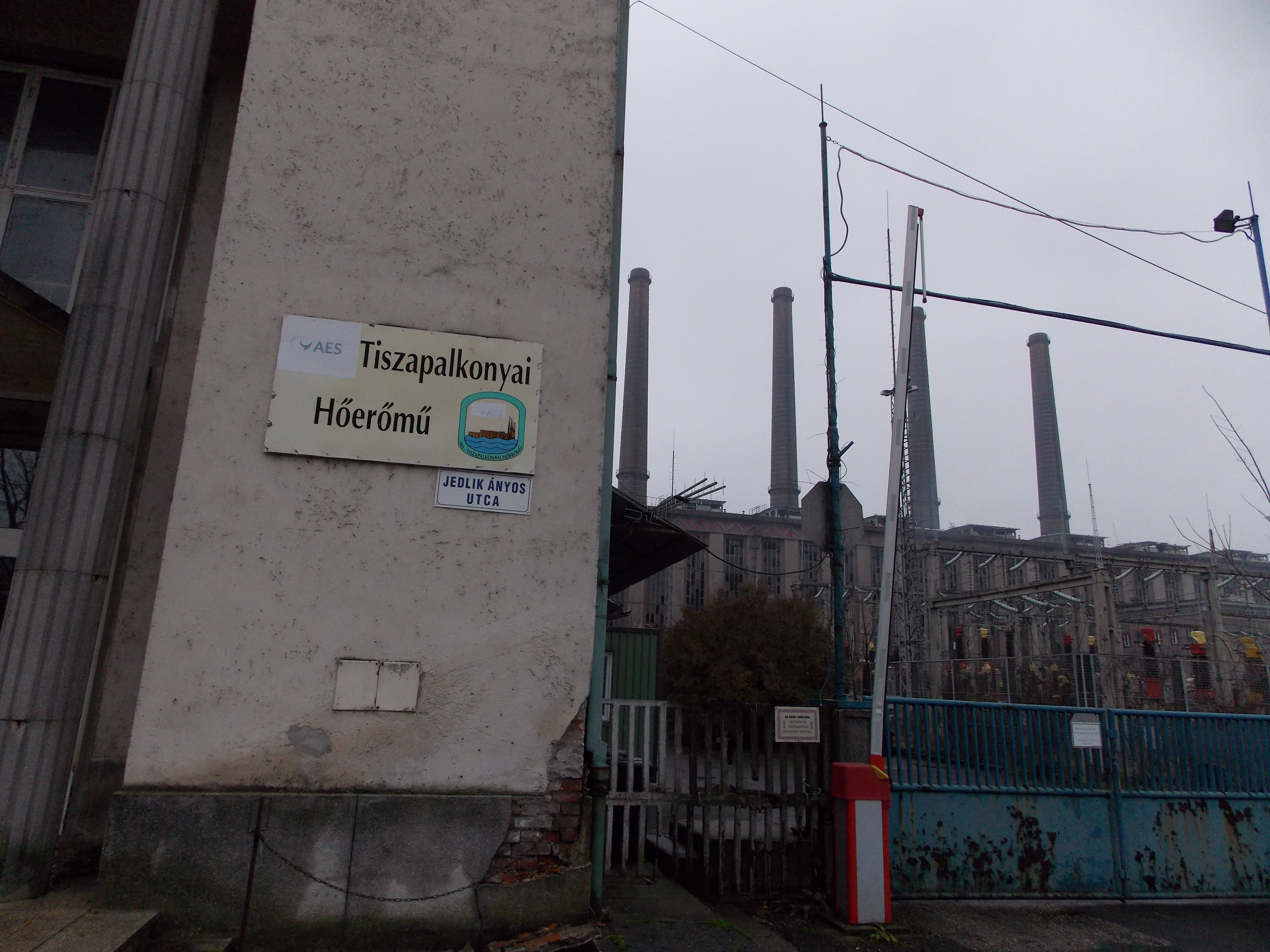
AES-Tiszapalkonyai hőerőmű 2019.12.13-án

A hőerőmű építésének 1953-ban kezdték meg, akkor még Tiszaújváros (korábban Tiszaszederkény, majd Leninváros) helyén szántóföld volt. Az erőmű építése közben kiderült, hogy ez a Tiszapalkonya határában lévő nagy kopár puszta tökéletesen megfelelne egy nagy ipari vállalat építésére, hiszen itt folyik a közelben a Tisza, ami tökéletes lenne többi hőerőmű építéséhez. Így később 1958-ban kezdték meg a TVK (Tiszai Vegyi Kombinát, korábban Tiszavidéki Vegyi kombinát) építését, majd még később elkezdődött a szomszédjában egy új, földgáz, nehéz fűtőolaj, inerttartalmú gáz és gudron eltüzelésére alkalmas hőerőmű építése, amely ma a AES-Tisza II. hőerőmű nevet viseli.

## Az erőmű fejlesztései
A hőerőműnek Tiszapalkonyai út mellett volt egy kisebb zagytere (a keletkezett salak tárolására alkalmas gáttal körbekerített nagy terület), de 1956-tól üzemelő első kazán miatt már az első években kb. 1961-ben megtelt az a zagytér, így kellett építeni egy sokkal nagyobbat, ami most is megvan a 35-ös főút mellett. innentől, kb. 1961-től ebbe a zagytározóba ürítették az erőműből érkező már vízzel felhígított salakot, így további tárolása megoldódott. 
A következő fejlesztés az 1990-es évek elején következett, amikor is az erőmű már annyira túllépte a környezetszennyezési határéket, hogy az első három kéményt 5 méterrel meg kellett magasítani (erre azért volt szükség, mert meg volt szabva, hogy egy bizonyos kibocsájtási határértéken felül a kéményeknek is magasabbnak kell lenni, hogy nagyobb területen szórja szét a káros anyagokat), így az eredeti 120 méter magas kéményeket kb. 125 méterre magasították, és még az akkoriban kötelezővé tett elektrofiltereket (elektrosztatikus pernye- és koromleválasztó) is beszerelték.

## Az erőmű hanyatlása
A hanyatlás kb. 2008-ra tehető, amikor az amerikai AES Corporation és Magyarország kapcsolata megromlott, melynek következtében az állam nem vásárolt az AES-tól áramot, így megkezdődött a fokozatos létszám-leépítés. Az AES a bezáráskor, 2011 tavaszán a bezárás indoka az volt, hogy az erőmű eléggé környezetszennyező, kis hatásfokú és nagyon elavult.

## Külső hivatkozások
- A Tiszapalkonyai erőmű bejárása (2017) – 1. rész, 2. rész, 3. rész – YouTube-videó